# Perissomastix palaestinella
Perissomastix palaestinella är en fjärilsart som beskrevs av Hans Georg Amsel 1956. Perissomastix palaestinella ingår i släktet Perissomastix och familjen äkta malar.
Artens utbredningsområde är Marocko. Inga underarter finns listade i Catalogue of Life.